# Donje Zaostro
Donje Zaostro (cyr. Доње Заостро) – wieś w Czarnogórze, w gminie Berane. W 2011 roku liczyła 137 mieszkańców.